# Amoni hydro sulfide
Amoni hydro sulfide là một hợp chất hóa học với công thức hóa học là (NH4)SH. Đây là một muối được tạo ra từ sự kết hợp cation amoni với anion hydro sulfide. Muối này tồn tại ở dạng các tinh thể giống mica không màu, có thể hòa tan trong nước. Trên Trái Đất, hợp chất này chủ yếu có mặt ở các dung dịch, chứ không ở dạng tinh thể rắn. Tuy nhiên băng NH4SH được cho là thành phần có nhiều trong các đám mây của các hành tinh khí khổng lồ như Sao Mộc và Sao Thổ, với lưu huỳnh được sinh ra từ hợp chất này theo quá trình quang phân tạo ra màu sắc cho các đám mây. Chất này có thể được tạo bằng cách trộn hydro sulfide với amonia.

## Sản xuất
Dung dịch amoni hydro sulfide có thể được tạo ra bằng cách cho khí hydro sulfide sục qua dung dịch amonia đậm đặc. Theo một báo cáo chi tiết vào năm 1895, hydrog sulfide phản ứng với dung dịch amonia đậm đặc ở nhiệt độ phòng cho ra (NH4)2S·2NH4HS. Khi được làm lạnh đến 0 °C và xử lý với hydro sulfide bổ sung, hỗn hợp này tiếp tục cho ra (NH4)2S·12NH4HS.